# اندلیشهوفن
اندلایشهوفن (به آلمانی: Endlichhofen) یک شهر در آلمان است که در راین-لان واقع شده‌است. اندلایشهوفن ۱۵۳ نفر جمعیت دارد.